# Dactylethrella bryophilella
Espèce
Dactylethrella bryophilella est une espèce de lépidoptères (papillons) de la famille des Gelechiidae. Elle a été décrite par Walsingham en 1891. On la trouve en en République démocratique du Congo (province de l'Équateur) et en Gambie.
L'envergure est de 14 à 18 mm.
Les chenilles se nourrissent de Tephrosia vogelii.